# Liste der Naturdenkmale in Lascheid
Die Liste der Naturdenkmale in Lascheid nennt die im Gemeindegebiet von Lascheid ausgewiesenen Naturdenkmale (Stand 11. August 2013).(Stand 4. April 2024).

## Naturdenkmale
| Nr.         | Bezeichnung                | Lage                                       | Beschreibung                                                                                      | Bild                                    |
| ----------- | -------------------------- | ------------------------------------------ | ------------------------------------------------------------------------------------------------- | --------------------------------------- |
| ND-7232-375 | Roteiche beim Haus Juchmes | östlich des Ortes, bei Hauptstraße 43 Lage | Quercus rubra, um 1800 gepflanzt; 20 m hoch bei 2,5 m Brusthöhenumfang und 20 m Kronendurchmesser | Direkt Bild zu diesem Denkmal hochladen |